# بیسندورف
بیسندورف (به آلمانی: Bissendorf) یک شهر در آلمان است که در اوسنابروک واقع شده‌است. بیسندورف ۱۴٬۴۴۴ نفر جمعیت دارد.